# Mosóc
Mosóc (szlovákul Mošovce) község Szlovákiában, a Zsolnai kerület Stubnyafürdői járásában.

## Fekvése
Turócszentmártontól 23 km-re délre fekszik.

## Történelme és nevének eredete
Mosóc (szlovákul Mošovce) a volt Turóc vármegye legnagyobb községei közé tartozik. A község gazdag történelmét nem csak a számos nevezetesség igazolja, hanem az a tény is, hogy a község történelme már csaknem 800 éve íródik. Az első írásbeli említés Mosóc községéről II. András király 1233. évi adományozási oklevele, a „Majos comes”.
Mosóc eredetileg két településből tevődött össze: az első, „Machyuch”, a mai Régi sor helyén terült el; a második, „Terra Moys”, amely a helység mai nevét adta, a mai „Vidrmoch” helyén állt. Ebből a második elnevezésből – amelynek jelentése „Mois” földje – arra lehet következtetni, hogy a község egy bizonyos Mois tulajdona volt a régi időkben. A Mois név a Mojtech összetett szláv név rövidítésének felelhetett meg, hasonlóan a Vojtech vagy a Mojmír névhez; egy másik teória szerint a Mózes név régi változata lehetett. A települést 1264-ben említik „villa Mayus” alakban, 1293-ban „Mois” néven szerepel. Így tehát történelmileg az elnevezés többféle változatban jelent meg: Mossovych, Mosocz, Mossowecz, villa regia Mayos alio nomine Mossovych, oppidioum Mayus sue Mosocz, Mosocz olim Mayus, egészen a mai Mosóc elnevezésig.
Mosóc ősrégi része az egykori Chornukov település, amely a mai Čerňakov formában őrizte meg a nevét.
Mosóc először királyi településként szabad önkormányzattal, a 14. századtól kiváltságos városkaként a királyi Blatnica várának alárendelve fejlődött. 1527-től Mosóc a Révayak kezébe került, akik csaknem 400 évig nyomták el a mosóci városi jogokat.
A múltban Mosóc a turóci kézművesség fontos központja volt. A kézművesség rendkívüli virágzást ért el, a városkában 15 céh működött, legtovább a csizmadia és a szűcs céh maradt fenn. A falu gyógyolaj-árusai messze földre is eljutottak.
A 18. század végén Vályi András így ír róla: „MOSÓCZ. Mosovcze. Tót mező Város Túrócz Várm. lakosai többfélék, fekszik Szent Mártonhoz 2 1/4 órányira, Országos, és héti vásárjai is vannak, földgye jó, réttye is, fája van mind a’ két féle, legelője elég.”
Fényes Elek 1851-ben kiadott geográfiai szótárában így ír a településről: „Mosócz, privilegiált tót m.-v., Thurócz vmegyében, a Csernakov patakja mellett, Sz.-Mártonhoz délre 2 1/2 mfdnyire. Számlál 385 kath., 1224 evang. lak. Van benne kath. és evang. anyaszentegyház, 3 kastély. Határa nagy kiterjedésü; erdeje derék; hegyein jó legelővel bir; népes országos vásárokat tart. F. u. Révay család.”
A trianoni diktátumig Turóc vármegye Stubnyafürdői járásához tartozott.

## Népessége
| Év:            | 1994. | 2004.   | 2014.   | 2024.   |
| -------------- | ----- | ------- | ------- | ------- |
| Emberek száma: | 1340  | 1359    | 1328    | 1342    |
| Eltérés:       |       | +1,41 % | -2,28 % | +1,05 % |

| Év:            | 2023. | 2024.   |
| -------------- | ----- | ------- |
| Emberek száma: | 1351  | 1342    |
| Eltérés:       |       | -0,66 % |

1910-ben 1856, túlnyomórészt szlovák anyanyelvű lakosa volt.
2011-ben 1311 lakosából 1279 szlovák volt.

## Nevezetességek
Az építészeti emlékművekből a 18. század második feléből származó rokokó-klasszicista kastély és nagy méretű angol parkja érdemel figyelmet. További érdekességek közé tartozik:
- Ján Kollár szülőháza,
- a régi templom helyén épített neogótikus katolikus templom, értékes oltárral,
- az 1784-ből származó evangélikus templom,
- mauzóleum (sírkápolna, melyet Révay Ferenc építtetett a 19. század második felében) a kézművesek múzeumával,
- a szecessziós üvegház, és
- a pavilon 1800-ból.

## Természet
Mosócnak valóban egyedüli környezete van. A történelmi fasorok és a zöldövezet egyvelege esztétikus mozaikba felosztott tájat alkot, érzékenyen kapcsolódva a Magas-Fátra erdőségéhez. Ez a hegység Szlovákia egyik legvonzóbb turisztikai célpontja. Fantasztikus formájú mészkövek és dolomitok, a leírhatatlan szépségű Gáderi-, Blatnicai- és egyéb völgyek messzi tájakról vonzzák a természeti szépségek csodálóit.

## Híres emberek
Mosóc sok híres szemelyiséggel ajándékozta meg a szlovák nemzetet, akik közül a legismertebbek Frico Kafenda (1883–1963) zeneszerző, Anna Lacková-Zora (1899–1988) írónő, Štefan Krčméry (1892–1955) irodalomkritikus, történész és költő, Júr Tesák Mošovský barokk drámaíró, valamint Miloslav Schmidt, az önkéntes tűzoltótestület alapítója Szlovákián.
A városka legismertebb szülöttje Ján Kollár (1793–1852) evangélikus lelkész, a szlávok nagy költője, filozófus, aki a Slávy dcera művével legalább két nemzeti irodalom halhatatlanjai körébe lépett. A Slávy dcera hatást gyakorolt az akkori és a későbbi hazafiakra kiút és indokként egyaránt. Ez a mű az eredeti és a fordított változatokban bejárta a szélesebb szláv és nem-szláv világot és mindörökre híressé tette az alkotóját.
Továbbá:
- itt született 1542-ban valószínűleg Mossóczy Zakariás humanista író;
- itt született a 16. vagy 17. században valószínűleg Institoris János lelkész;
- itt született 1635-ban Institoris Mihály evangélikus lelkész és költő;
- itt született 1886-ban Matej Miškóci szlovák pedagógus, iskolafelügyelő;
- itt született 1898-ban Ján Šikura szlovák történész, középiskolai tanár.
- itt született 1938-ban Alexander Horváth szlovák focista.

- itt élt és dolgozott Abrahamides Izsák (1557-1621) evangélikus egyházi író, nyitrai, barsi és pozsonyi szuperintendens.
- itt élt és dolgozott Láni Illés (1570-1618) evangélikus püspök és vallásos költő.
- itt élt és dolgozott Krman Dániel (1663-1740) az evangélikus egyház szuperintendense.
- itt élt és dolgozott valószínűleg Institoris-Mosóci Mihály (1731–1803) felvilágosodás kori író
- itt szolgált Schulek János (1774-1837) evangélikus lelkész 1801-1805 között, mint tanító. Tót könyvtárt alapított; tanítványa volt Ján Kollár, a tót költő.
- itt tanult fiatalkorában Michal Miloslav Hodža (1811-1870) evangélikus lelkész, költő, és nyelvész.

## Testvértelepülése
- Liliomos, Szerbia

## Galéria

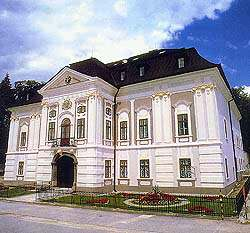
A mosóci rokokó-klasszicista stílusú kastély
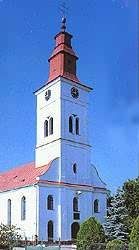
A mosóci evangelikus templom
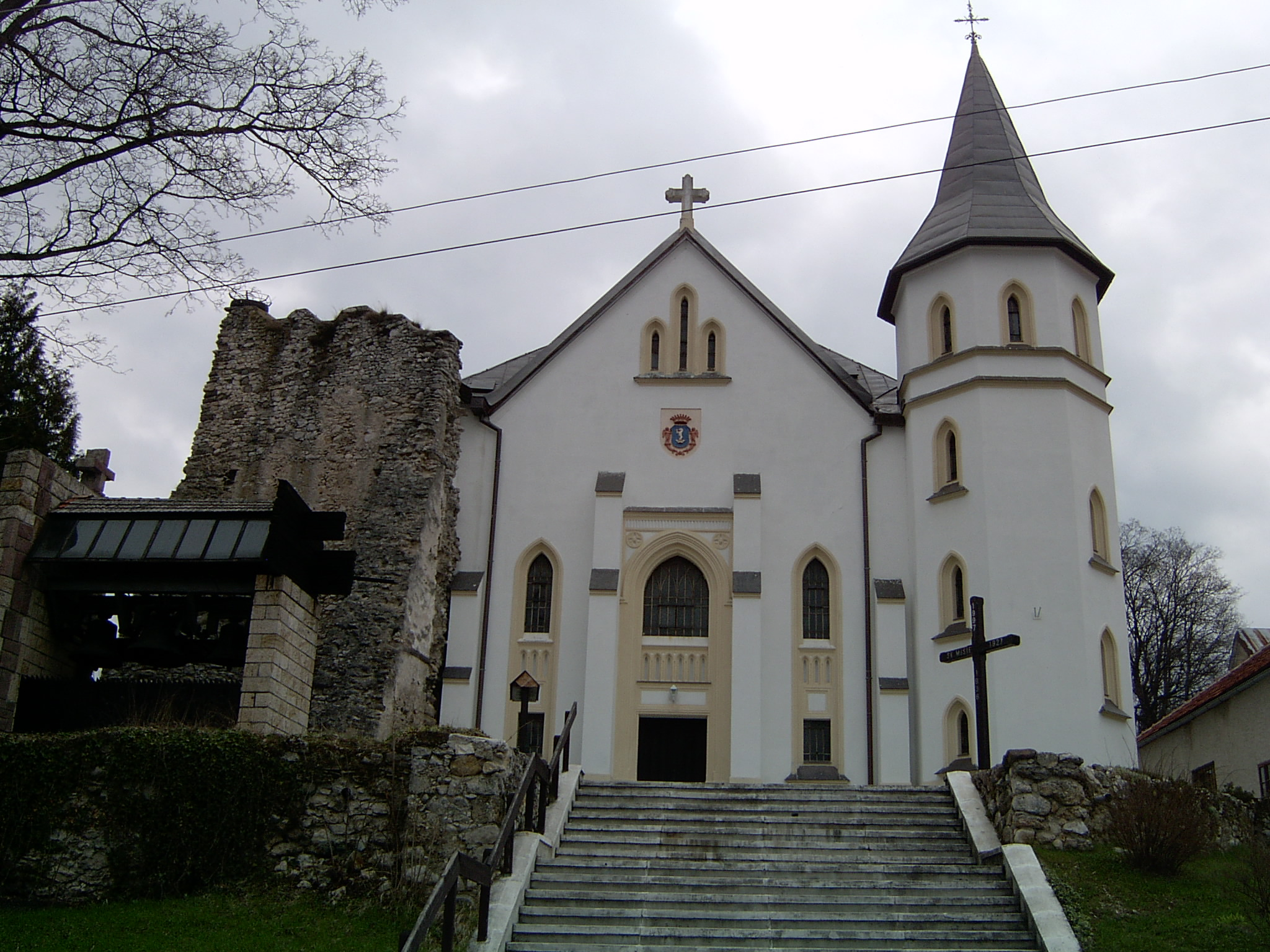
A mosóci katolikus templom
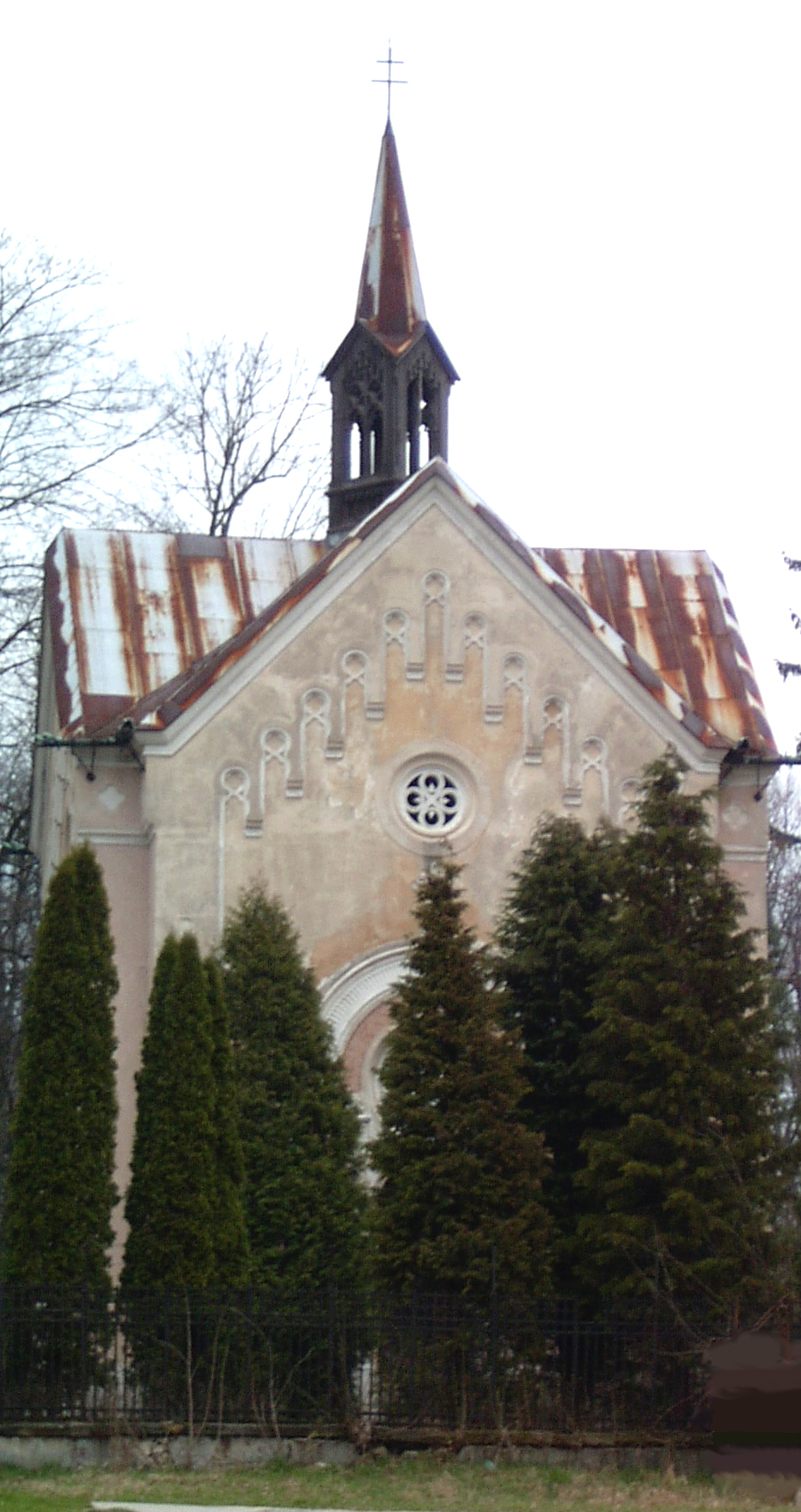
A mosóci kápolna, mauzóleum és múzeum
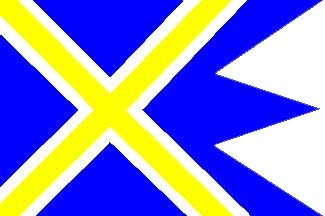
Mosóc zászlója
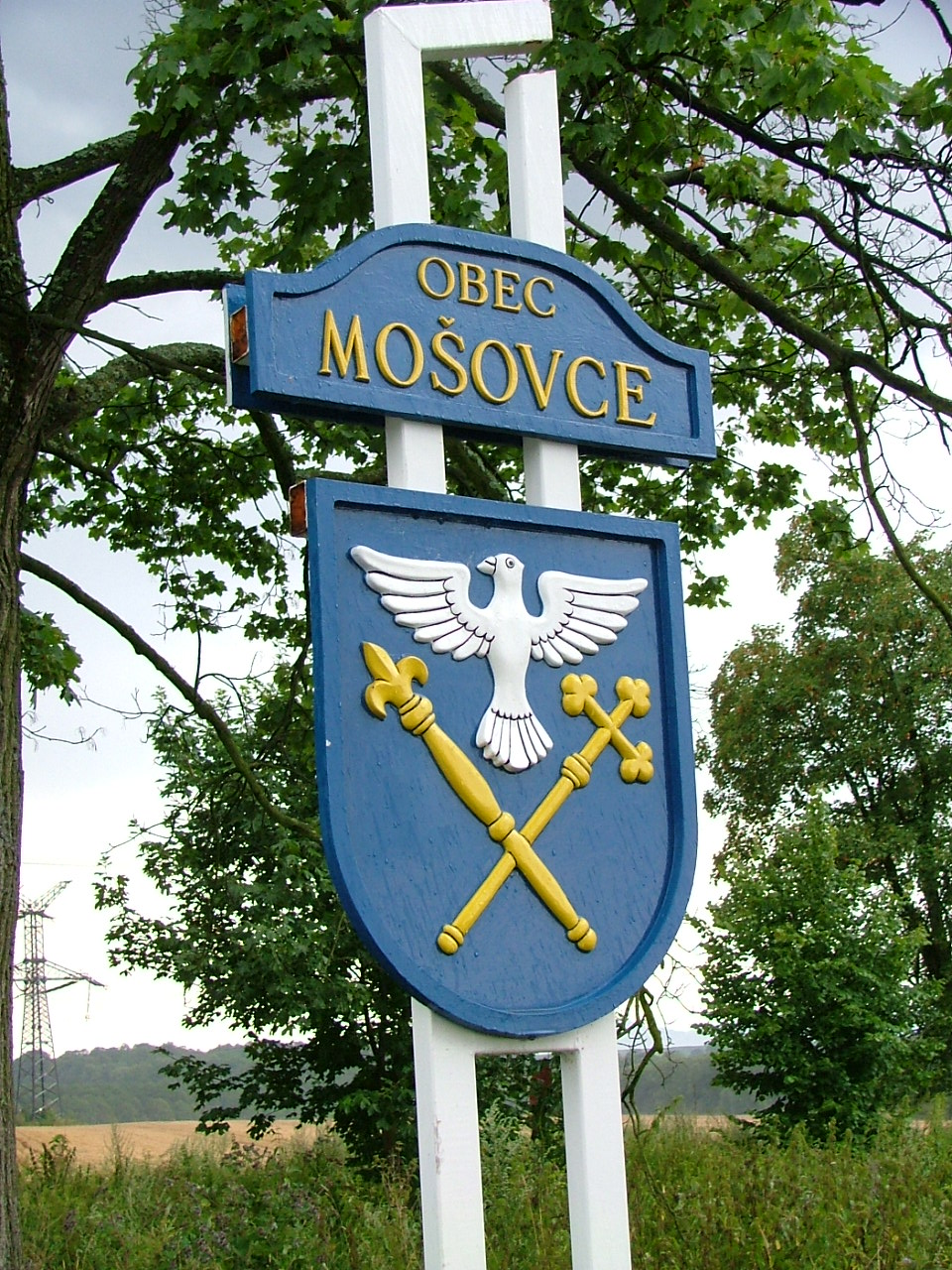
Mosóc címere
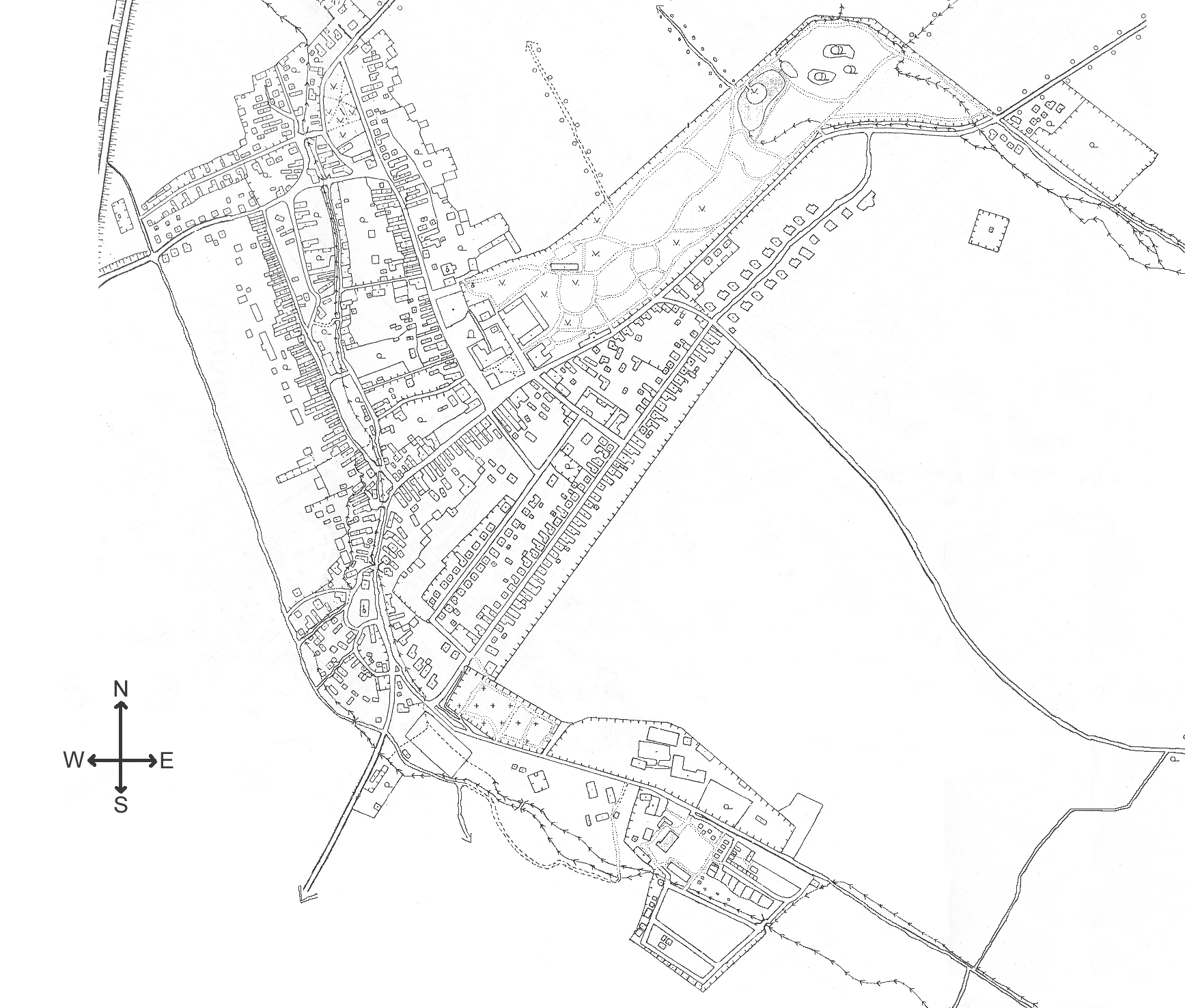
Mosóc